# 云存储

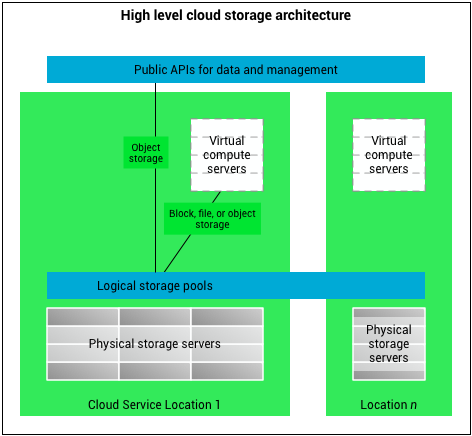
抽象的云储存架构图

雲端儲存（英語：Cloud storage）是一種網路線上儲存的模式，即把資料存放在通常由第三方代管的多台虛擬伺服器，而非專屬的伺服器上。代管（hosting）公司營運大型的資料中心，需要資料儲存代管的人，則透過向其購買或租賃儲存空間的方式，來滿足資料儲存的需求。資料中心營運商根據客戶的需求，在後端準備儲存虛擬化的資源，並將其以儲存資源池（storage pool）的方式提供，客戶便可自行使用此儲存資源池來存放檔案或物件。實際上，這些資源可能被分佈在眾多的伺服主機上。
雲端儲存這項服務乃透過Web服務應用程式介面（API），或是透過Web化的使用者介面來存取。

## 雲端儲存的優勢
- 企業只需要依實際使用的儲存空間支付費用。[1]
- 企業並不需要在自己的資料中心或辦公室裡安裝實體的儲存裝置，大大減少 IT 和管理的成本。[1]
- 日常維護工作，如備份、資料複製、或是增加儲存裝置添購等工作，都轉移給代管的服務提供商，讓企業更可以專注在自己的核心業務上。[1]

## 潛在隱憂與缺點
- 當所欲儲存的資料較為機密時，則對存放於雲端儲存服務提供商的安全性有疑慮。[1]
- 存取效能可能比本地端儲存設備的效能低。[1]
- 資料的可靠性和可用性將取決於廣域網路，以及服務商所提供的預防措施好壞。
- 當使用者有特殊的資料使用記錄追蹤需求時（如公務部門依據規章和條例的要求，而需留存某些電磁記錄時），使用雲端運算及雲端儲存將使工作複雜度增加。
- 雖然可以一次提供給多人資料，或是傳遞資料給位於不同地方的人，但單人在轉移資料的時候（例如檔案由手機傳送至電腦，或是由電腦傳送至手機）因為需要重新「上傳」與「下載」，會像是在繞遠路一般，不如使用傳輸線的快。
- 傳遞大型資料的話，若是網際網路斷線或是雲端服務供應商出現差錯，小則需要重新傳輸，大則有可能會導致資料上的差錯或遺失。

## 雲端儲存閘道
雲端儲存閘道可以視需求安裝在客戶端，好讓雲端儲存的服務在使用上，就像是在本地端儲存一樣。雲端儲存閘道是透過以網路設備或伺服器，將雲端儲存的 SOAP 或 REST 應用程式介面 (API) 轉換成基於區塊 (block-based) 的儲存協定，如 iSCSI 與光纖通道 (Fibre Channel（页面存档备份，存于）)，或是基於檔案 (file-based) 的網路儲存協定，如 NFS 或 CIFS (SMB)。

## 技術採用
根據 2010 年所做的一項研究調查，公用的雲端儲存服務正在迅速成為對企業更具吸引力的選擇。在 2010 年，包括 Nirvanix, Nasuni（页面存档备份，存于）, CTERA Networks（页面存档备份，存于） 以及 Petaera 等服務提供商，都開始使用新一代物件導向的儲存技術，讓超大量資料的儲存成本比起傳統的企業儲存系統更為大幅縮減。這些服務提供商提供雲端儲存閘道給企業客戶，協助將傳統的檔案儲存協定轉換成為快取式物件導向儲存。
於此同時，由歐盟贊助的「遠見雲端計畫」(VISION Cloud EU Project（页面存档备份，存于）) 也建立了以雲為主的底層基礎架構，利用開放規格和新技術，提供可擴展、高彈性、且可靠的架構，強化大量資料的儲存服務。
IDC 儲存分析師 Brad Nisbet 指出，這種「成本效益高、使用方式友善」解決方案服務的提供，讓市場中有越來越多的中小企業樂於採用雲端儲存。

## 外部連結
- 雲端儲存方案 （页面存档备份，存于）